# Tephritis afra
Tephritis afra är en tvåvingeart som först beskrevs av Erich Martin Hering 1941.  Tephritis afra ingår i släktet Tephritis och familjen borrflugor.
Artens utbredningsområde är Tanzania. Inga underarter finns listade i Catalogue of Life.